# Wolfspootoogklepmot
De wolfspootoogklepmot (Pseudopostega auritella) is een vlinder uit de familie oogklepmotten (Opostegidae). De wetenschappelijke naam is voor het eerst geldig gepubliceerd in 1813 door Hübner.
De soort komt voor in Europa.